# Villiers-le-Sec (Grand Est)
Villiers-le-Sec è un comune francese di 705 abitanti situato nel dipartimento dell'Alta Marna nella regione del Grand Est.

## Società

### Evoluzione demografica
Abitanti censiti